# 한국 정교회
한국 정교회(韓國正敎會)는 대한민국의 동방 정교회로, 콘스탄티노폴리스 총대주교청 산하 교구이다.

## 역사

### 러시아 정교회의 한반도 선교

#### 정교회 선교사들의 방한
19세기 말엽 조선에 들어와 있던 러시아 제국 군인 약 90명과 민간인 약 30명은 러시아 공사관에 모여 주일과 축일에 기도와 찬양으로 성사를 대신하면서 생활했으나, 성직자의 부재로 인해 전례에는 한계가 있었다. 이에 따라 주조선 러시아 공사관 부영사 대행인이었던 지노비 미하일로비치 폴랴놉스키(Зиновий Михайлович Поляновский)는 1897년 1월 3일 본국에 조선에서 사목할 성직자를 파송해 달라고 요청했다.
1897년 7월 상트페테르부르크에 있던 러시아 정교회 신성종무회의가 한반도 선교를 결정해서 소규모 선교회가 조직돼 1897년 안에 한반도에 입국할 예정이었으나 당시 한반도를 사이에 두고 열강이 치열하게 각축하던 상황이었기에 입국은 지연되었다.
1900년 2월 17일 제2차 선교회장 대수도사제 흐리산프 솃콥스키(Хрисанф Щетковский)와 봉독자 이오나 렙첸코(Иона Левченко)가 입국했으나 한성에는 성찬 예배를 집전할 정교회 성당이 없어서 독실한 정교회 신자였던 니콜라이 가브릴로비치 마튜닌(Николай Гаврилович Матюнин) 러시아 공사가 제공한 관저를 임시 성당으로 꾸몄다. 1900년 2월 17일 성 테오도로스 대순교자 축일에 성수로 축성(祝聖)되고 한반도에서의 첫 성찬예배가 봉헌됐다.

#### 성당 건축
초대 선교사 흐리산프 솃콥스키 신부는 정교회에 관심을 가진 사람들을 모아 교리 학습을 시작하면서 한국인들에게 한국어로 된 교리서와 예배서가 필요한 사정을 절감했지만, 교회 슬라브어를 한국어로 직역하기 어려웠다. 그래서 중국 정교회 측에 요청해 중국어 정교 서적들을 입수하고 러시아어와 한국어에 러시아 국적 한인들을 통하여 예배서와 니케아-콘스탄티노폴리스 신경과 십계명을 한국어로 번역하는 노력 덕분에 신자 수가 점증해 러시아 공사관에 마련된 임시 성당은 신자들을 수용하기에 협소해 1903년 4월 17일 대한제국 고종에게서 매입한 정동 부지에 성당을 건립했다. 이곳 정동에 건립된 정교회 성 니콜라스 대성당은 1967년, 현재의 서울특별시 마포구 아현동으로 이전하기까지 한국에서 정교회의 중심지가 되어 왔다.

### 일제강점기
1904년 러일 전쟁이 발발하자 한반도를 점령한 일본 제국은 한국 주재 러시아인들에게 강제 출국을 명령했고, 그 중에는 선교회도 포함되어 있었다.
러일 전쟁 종전 후 러시아 정교회의 선교 사업은 1906년 한반도에 입국한 대수도사제 파벨 이바놉스키(Павел Ивановский)에 의해 재시작됐다. 1906년에서 1912년까지 한반도에 체류하던 파벨 이바놉스키 신부는 러일 전쟁 당시 전몰한 러시아 장병을 추모한다는 명분으로 성당 건립을 추진하려 했지만 일본의 방해로 무산된 데다가 1917년 러시아 혁명으로 러시아가 공산화하면서 정교회가 박해에 처하게 돼, 러시아 정교회는 조선에 있는 정교회를 더 이상 지원할 수 없게 되었다. 1922년 2월 26일 러시아 정교회 조선 선교회는 일본 정교회 도쿄 대주교 세르기 티호미로프(Сергий Тихомиров)의 관할에 속하게 되었다. 이렇게 어려운 상황에서도 정교회 교리를 교습받은 제1기생 중에서 요한 강탁(姜倬) 신부가 배출되어 최초의 한국인 정교회 성직자가 되었다. 요한 강탁 신부는 1912년 세르기 티호미로프 대주교가 사제로 서품했다.

### 광복과 한국 전쟁
1945년 일본 제국이 제2차 세계대전에서 패전하고 한반도가 남북으로 분단되자 서울의 정교회와 소련의 모스크바 총대주교청과의 관계는 중단되었다. 1950년 한국 전쟁이 일어나자 당시 대한민국의 유일한 정교회 사제였던 알렉세이 김의한(金義漢) 신부가 인민군에게 체포된 이후, 납북되었다. 게다가 한국전쟁 중에 떨어진 포탄 탓에 정동성당이 대파되고 얼마 되지 않던 신도는 뿔뿔이 흩어져 피난해 한국 정교회는 와해했으나 한국전쟁에 참전한 그리스군에 종군하던 대수도사제인 안드레아스 할키오풀로스(Ανδρέας Χαλκιόπουλος)의 도움을 받아 신도가 다시 모였고 성당도 재건됐다. 한국을 떠나기에 앞서 안드레아스 할키오풀로스 신부는 한국인 신자들 중에 새로운 성직자로 천거된 보리스 문이춘(文履春) 신부를 1954년 일본 정교회로 파송하여 도쿄 대주교 이리네이 베키시(Ириней Бекиш)에 의하여 서품받을 수 있도록 도움을 주었다.
문이춘 신부는 대한민국 정부가 적산(敵産, 일제 당국이 소유했던 재산)으로 간주해 압수하려 했던 교회 재산을 오랫동안 소송을 벌인 끝에 승소하여 되찾은 뒤 정동 정교회 성 니콜라스 대성당을 매각하고 서울 마포구 마포대로 18길 43에 새로운 성당을 건립해 정교회 성 니콜라스 대성당이라 명명했다.

### 한국 수도 대교구 승격
당시 한국의 정교회는 현재 미국 정교회(OCA)의 전신인 북미 수도 대교구의 일본 정교회 산하에 있었으나, 심사숙고 끝에 1956년 성탄절에 소집된 신도 총회에서 만장일치로 콘스탄티노폴리스 총대주교청 산하로 편입하기로 결의했다. 콘스탄티노폴리스 총대주교청은 이 요청을 받아들여 한국의 정교회를 자신들의 담당 아래 두었다. 이후 한국의 정교회는 오랫동안 콘스탄티노폴리스 총대주교청의 산하 교구인 뉴질랜드 수도 대교구에 속해 있었고 2004년 6월 20일에는 한국 교구가 수도 대교구로 승격하면서 독자적 자치권을 획득했다.
2018년 바르톨로메오스 1세 세계 총대주교가 서울 성 니콜라스 대성당 건립 50주년을 기념하기 위해 총대주교로서는 4번째로 방한하였다.

## 관할권 문제
한국 정교회는 한국에 7개의 관구와 13개의 성당을 두고 있다. 한편 2000년대 초 북한 정부는 조선정교위원회를 설립하고 평양에 정백사원이라는 성당을 건립했는데, 본당은 모스크바 총대주교청 산하에 있다. 2018년 콘스탄티노폴리스-모스크바 분열로 모스크바 총대주교청이 콘스탄티노폴리스 세계 총대주교청과 친교를 단절한 이후, 모스크바 총대교구청은 한국에 자체 교구인 러시아 정교회 대한교구를 설립했다.

## 역대 교구장
1. 소티리오스 트람바스 (2004년 6월 20일 - 2008년 7월 20일: 현재 피시디아 수도대주교(명의))
2. 암브로시오스 아리스토텔리스 조그라포스 (2008년 7월 20일 - 한국외국어대학교 어문대학 그리스-불가리아어과 교수)

## 현황

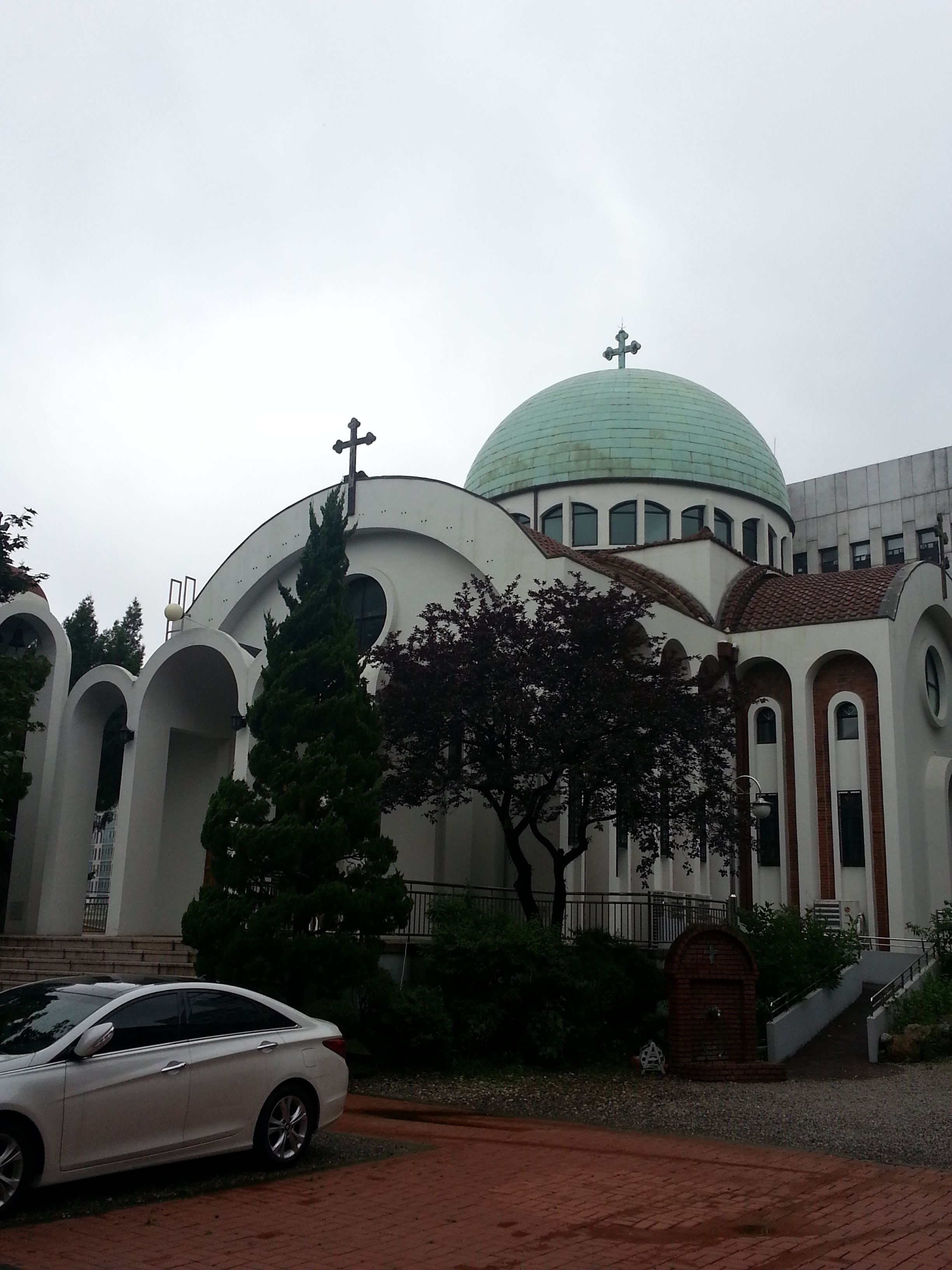
서울 정교회 성 니콜라스 대성당
부산 정교회 성모희보성당
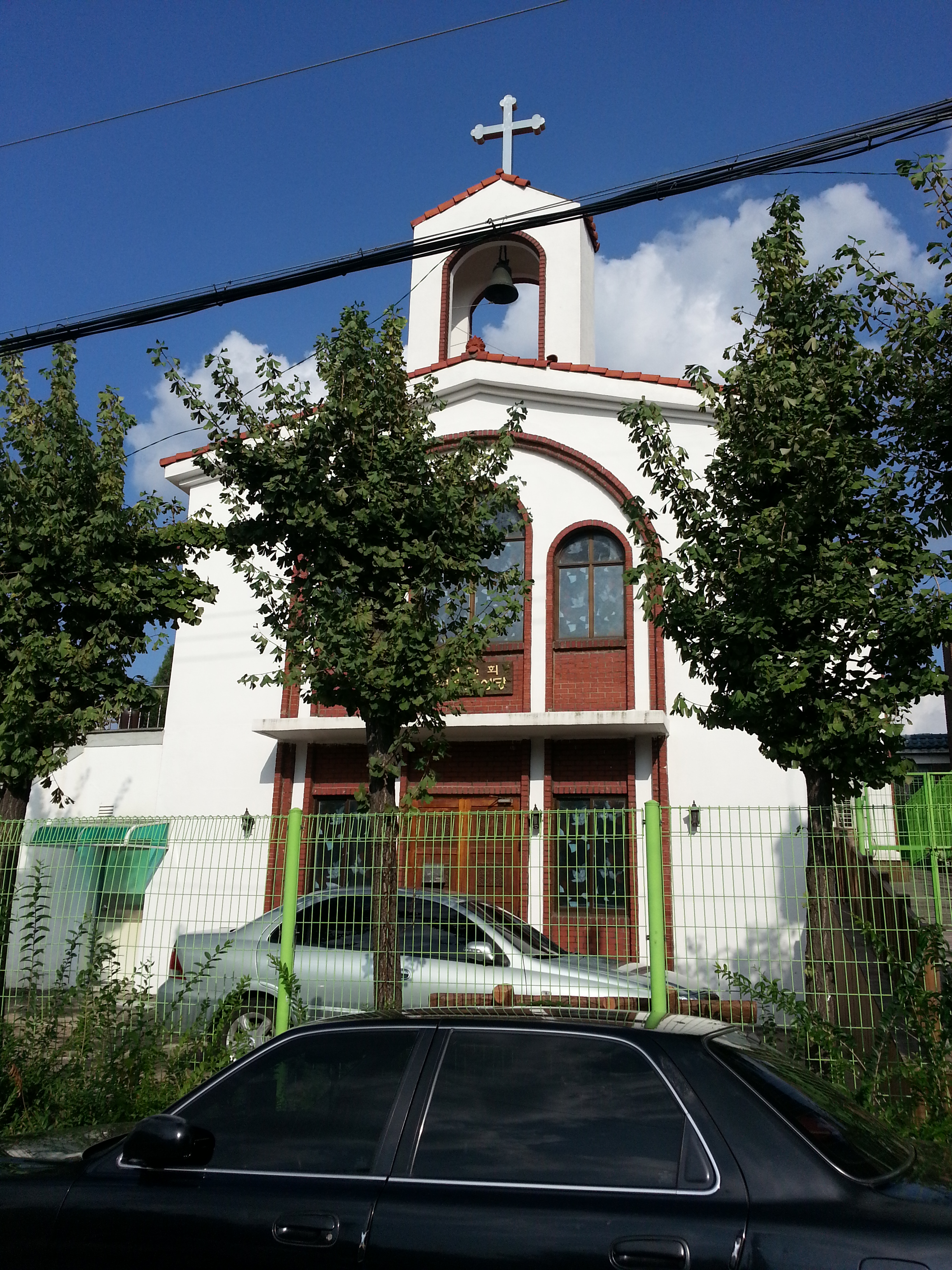
인천 정교회 성 바울로 성당
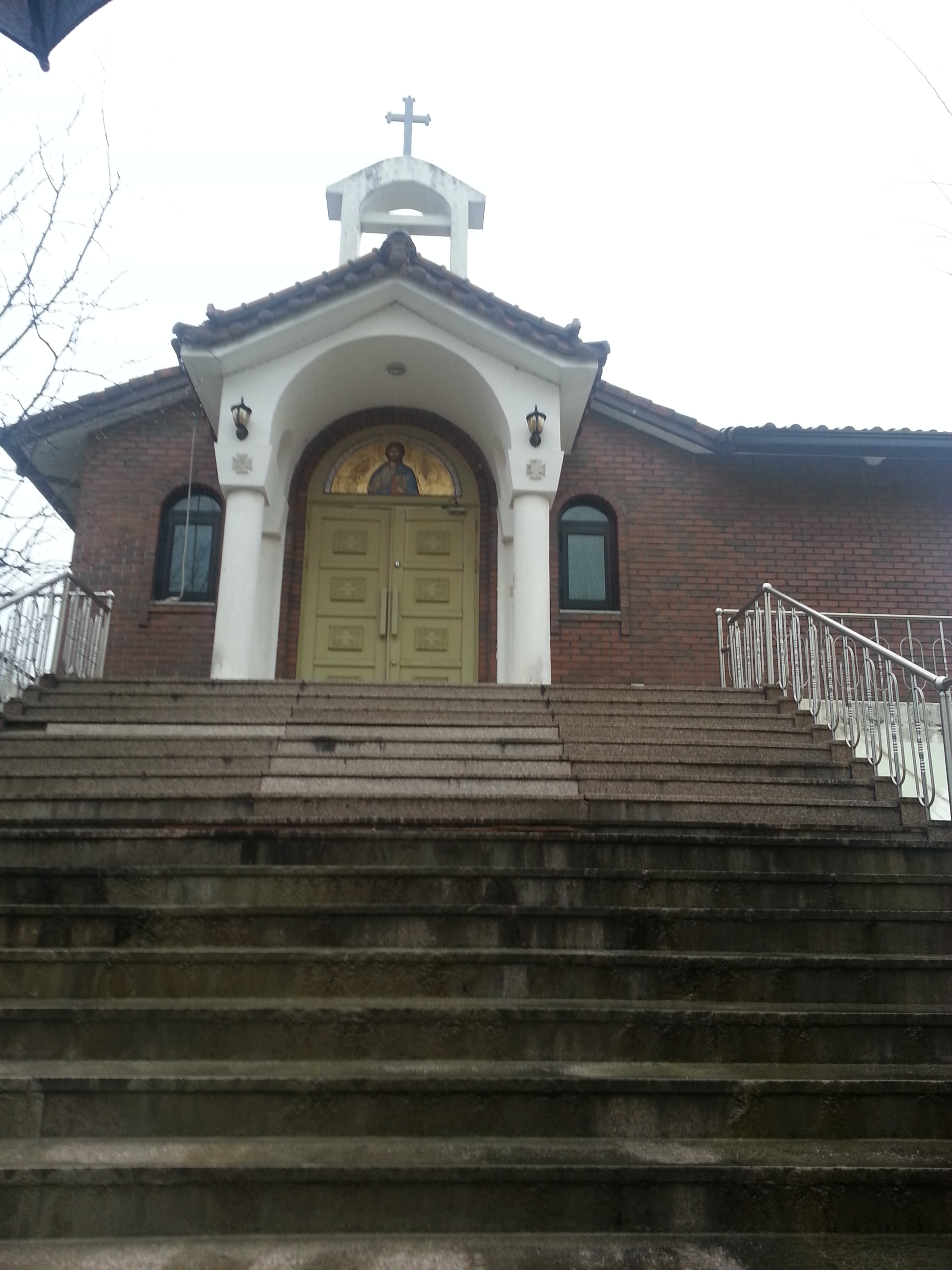
춘천 정교회 성 보리스 성당
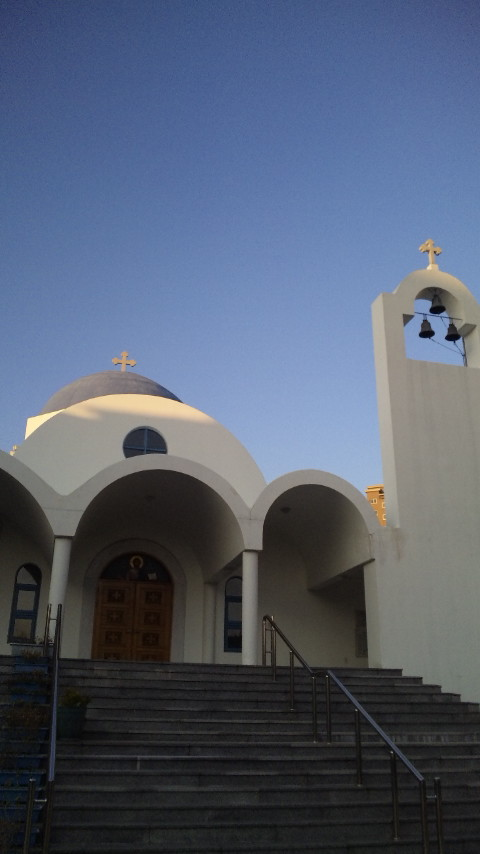
울산 성 디오니시오스 성당
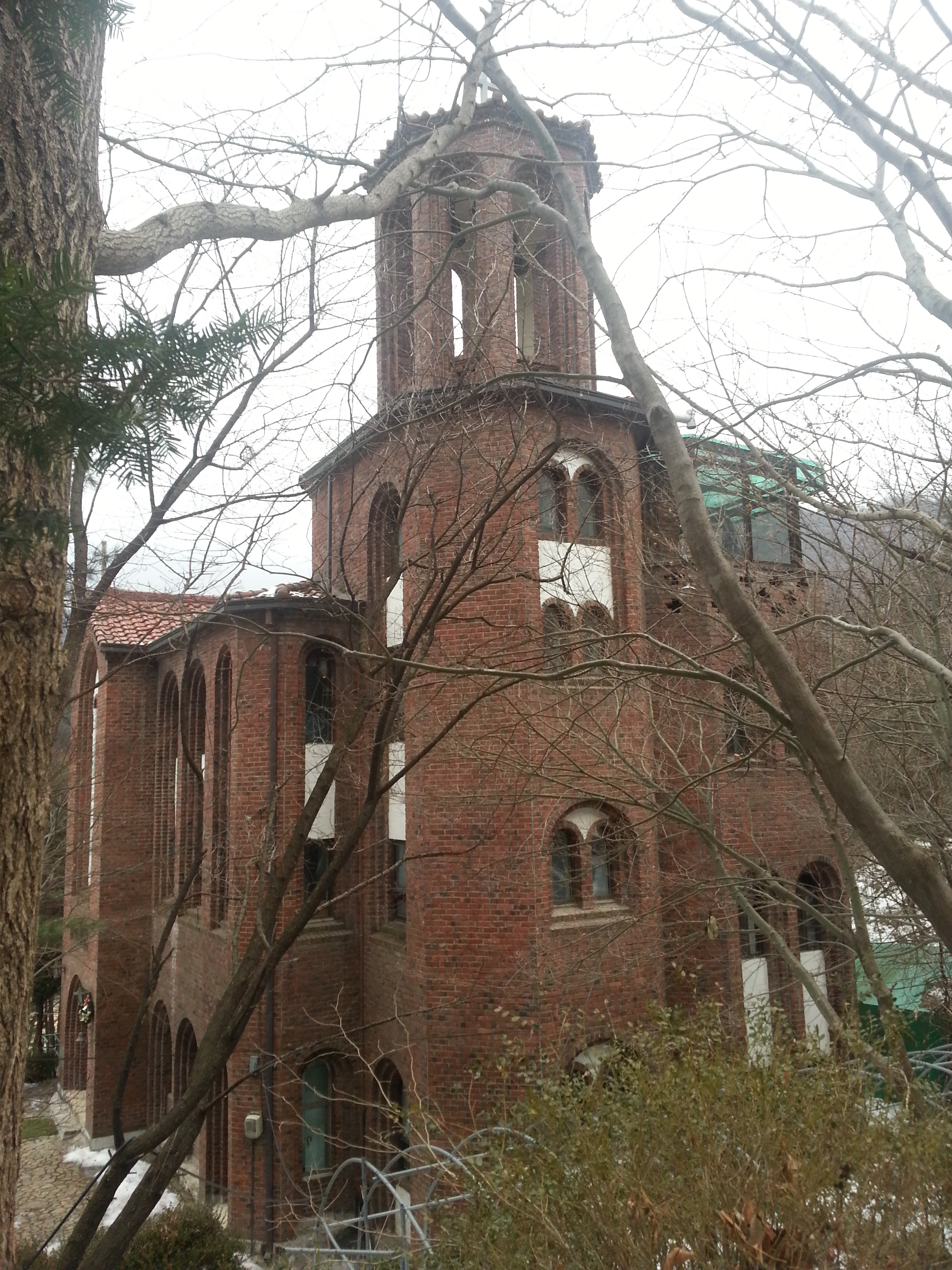
가평 정교회 구세주 변모 수도원

### 성당
- 서울 정교회 성 니콜라스 대성당 - 주교좌성당. 1903년 개교, 1968년 재건. 대한민국 내에서는 극히 드문 비잔티움 건축양식의 성당이다.
  - 성 막심 성당 - 니콜라스 대성당 부속 성당.
- 인천 정교회 성 바울로 성당 - 1985년 개교
- 부산 정교회 성모희보성당 - 1982년 개교
- 전주 성모안식성당 - 1987년 개교
- 춘천 성 보리스 성당
- 울산 성 디오니시오스 성당
- 양구 성 안드레아 성당 - 양구 성 안드레아 수도원의 부속 성당

### 수도원
- 가평 구세주 변모 수도원
- 양구 성 안드레아 수도원

## 같이 보기
- 콘스탄티노폴리스 총대주교청
- 한국정교회유지재단
- 한국기독교교회협의회